# 張說 (宋朝)
張說（?—?），宋高宗吳皇后之妹夫。

## 生平
張說出身武官，是宋高宗吳皇后的妹夫。累遷知閣門事兼樞密副承旨。乾道七年，宋孝宗任用張說為簽書樞密院事，一時朝議大嘩。同知枢密院事劉珙耻於與张说共事，憤然辭職，左司員外郎張栻則切諫力阻，责備虞允文說：“宦官执政，自京謝始。近习执政，自相公始。”中書舍人范成大拒絕草詔，宋孝宗只得暫時作罷。一年之後，孝宗再次命張說參與樞密院事，再次受到群臣阻撓。最後，孝宗將反對的李衡、王希呂、周必大、莫濟等人免職。张说之所以能够得到孝宗的器重，除了他的外戚身份外，還在於他在主張抗金有关，张说对北伐积极赞同。數年後，張說罷為太尉，提舉隆興府玉隆觀。

## 延伸阅读
[在维基数据编辑]
 《宋史·卷470》，出自脱脱《宋史》